# 실천 공동체
실천 공동체(Community of practice, CoP)는 자신이 하는 일에 대한 관심이나 열정을 공유하고 정기적으로 상호 작용하면서 이를 더 잘 수행하는 방법을 배우는 사람들의 그룹이다. 이 개념은 인지인류학자 진 레이브(Jean Lave)와 교육 이론가 에티엔 벵거(Etienne Wenger)가 1991년에 쓴 저서 '상황에 맞는 학습'(Situated Learning, Lave & Wenger 1991)에서 처음으로 제안되었다. 이후 벵거는 1998년 저서 '실천 공동체'(Communities of Practice, Wenger 1998)에서 이 개념을 크게 확장했다.
실천 공동체는 특정 도메인이나 영역에 대한 구성원의 공통 관심으로 인해 자연스럽게 발전할 수도 있고, 특정 분야와 관련된 지식을 얻기 위한 목적으로 의도적으로 만들어질 수도 있다. 구성원들이 서로에게서 배우고 개인적으로나 직업적으로 발전할 수 있는 기회를 갖는 것은 그룹과 정보와 경험을 공유하는 과정을 통해서이다(Lave & Wenger 1991).
CoP는 직장 구내 식당, 현장 환경, 공장 현장 또는 기타 환경과 같은 물리적 환경에 존재할 수 있지만 CoP 구성원이 같은 위치에 있을 필요는 없다. 토론 게시판, 뉴스 그룹 또는 현대 클래식 음악을 중심으로 한 #musochat과 같은 소셜 미디어의 다양한 채팅 내에서 온라인으로 협력할 때 "가상 실천 커뮤니티"(VCoP)를 형성한다(mobile community of practice, Dubé, Bourhis & Jacob 2005). "모바일 실천 공동체"(MCoP)(Kietzmann et al. 2013)는 회원들이 이동 중에 휴대폰을 통해 서로 통신하고 커뮤니티 작업에 참여하는 것이다.
실천 공동체는 새로운 현상이 아니다. 이러한 유형의 학습은 사람들이 스토리텔링을 통해 자신의 경험을 배우고 공유해 온 한 오랫동안 존재해 왔다. 이 아이디어는 미국의 실용주의, 특히 C. S. 퍼스의 "탐구 공동체" 개념(Shields 2003)뿐만 아니라 존 듀이의 직업을 통한 학습 원칙(principle of learning through occupation, Wallace 2007)에 뿌리를 두고 있다.

## 같이 보기
- 길드
- 태그 (정보)
- 학습 공동체
- 학습 조직
- 사회환경
- 협동
- 가치 웹